# Центральная мечеть Лондона
Центральная мечеть Лондона (англ. London Central Mosque) — мечеть в Лондоне, расположенная в Риджентс-парке. Входит в исламский культурный центр.
История появления мечети в Риджентс-парке связана с открытием исламского культурного центра королём Георгом VI в 1944 году. Строительство велось с 1974 по 1977 годы, по проекту британского архитектора Фредерика Гибберда 1972 года. Форма купола перекликается с «Королевским павильоном» в Брайтоне, созданным по проекту архитектора Джона Нэша. Строительство велось при поддержке ряда исламских государств, в частности король Саудовской Аравии пожертвовал два миллиона фунтов стерлингов. Общая стоимость сооружения составила 6,5 млн фунтов.
Представляет собой основное здание, в котором располагаются два молитвенных зала, и минарет. Вмещает свыше 5 тысяч человек.